# Impaled Nazarene
Impaled Nazarene é uma banda finlandesa de black metal formada em 1990. No seu início ouvia-se nítidas influências de Blasphemy e de Sarcófago. Atualmente a banda faz um black metal com influências de punk rock, o que desagradou a muitos de seus antigos fãs.[carece de fontes?]

## Integrantes

### Última formação
- Sluti666 (Mika Luttinen) - vocais   (1990-hoje)
- Repe Misanthrope (Reima Kellokoski) - bateria   (1995-hoje)
- Arc v 666 (Mikael "Arkki" Arnkil) - baixo   (2000-hoje)
- UG (Tomi UG Ullgren) - guitarra  (2007-hoje)

### Ex-integrantes
- Kimmo "Sir" Luttinen - bateria (1990-1995)
- Mika Pääkkö - guitarra - (1990-1992)
- Ari Holappa - guitarra - (1990-1992)
- Antti Pihkala - baixo - (1990-1991)
- Harri Halonen - baixo - (1991-1992)
- Onraj 9mm (Jarno Anttila) - guitarra (1992-2010)
- Taneli Jarva - baixo - (1992-1996)
- Jani Lehtosaari - baixo - (1996-2000)
- Alexi Laiho - guitarra - (1998-2000)
- Teemu 'Somnium' Raimoranta - guitarra (2000-2003) R.I.P.
- Tuomo Louhio - guitarra (2003-2007)